# Orde van Burgerlijke Verdienste van de Federatie der Tai
De Orde van Verdienste van de Federatie der Tai (Frans: "Ordre du Mérite civil Taï"), was een Vietnamese onderscheiding.
De federatie van prinsdommen in noordoostelijk Vietnam, de "Federatie der Tai" werd in 1950 gevormd. Vietnam stond nominaal nog onder Frans gezag maar er woedde een burgeroorlog. De federatie bestond tot 1954 toen de Republiek Noord-Vietnam werd opgericht. De federatie kende een orde van verdienste met vier graden en een militaire onderscheiding, de "titre militaire". Zie Militaire onderscheiding van de Federatie der Tai.
De versierselen voor burgers kregen de vorm van een zwart en wit geëmailleerd kruis dat uit kruisen is opgebouwd. De militaire versierselen zijn zilveren sterren.
De ridderorde werd aan onder andere Franse militairen en bestuurders, de bondgenoten van de prinsen, verleend.